# Roxolanos
Los roxolanos o rojolanos (en griego antiguo,Pωξολανοί) fue la segunda gran tribu sármata que cruzó el río Don a mediados del siglo II a. C.

## Historia
Primero saquearon el territorio del Don y después se establecieron al norte de los yázigas, en las estepas situadas entre los ríos Dniéper y Don. En parte, debieron haber sometido a los llamados sármatas reales, y en parte los obligaron a desplazarse hacia el oeste del Dniéper. 
Hacia el 110 a. C., los habitantes del Quersoneso, amenazados continuamente por los escitas de la península táurica (actual Crimea) aliados con los roxolanos, pidieron ayuda a Mitrídates VI Eupator, rey del Ponto. Éste escuchó su petición y envió en ayuda de las polis pónticas una expedición mandada por Diofanto, un griego de Sinope, gran general y geógrafo prestigioso, que derrotó con sólo 6000 hombres a la alianza de escitas y roxolanos, acaudillada por Tasio, que disponía de 50.000 guerreros (107 a. C.). A continuación se aliaron al ejército póntico de Diofanto, al que ayudaron a conquistar el Reino del Bósforo. Los nómadas tenían fama de ser muy belicosos, pero llevaban armas ligeras y no podían hacer frente a una falange. Usaban cascos y corazas de piel sin curtir, portaban escudos de mimbre y utilizaban como armas ofensivas lanzas, arcos y espadas.
A mediados del siglo I, formaron parte de una migración de tribus y se trasladaron al oeste del Dniéper. Parte de ellos se establecieron entre este río y el delta del Danubio, expulsando a los yázigas. Pero la mayor parte de los roxolanos se dirigieron al sur, y hacia el año 62 habían alcanzado las estepas de Bărăgan, en Dacia (la actual Rumania meridional). También se asentaron en la zona más allá de los montes Cárpatos y del Danubio.

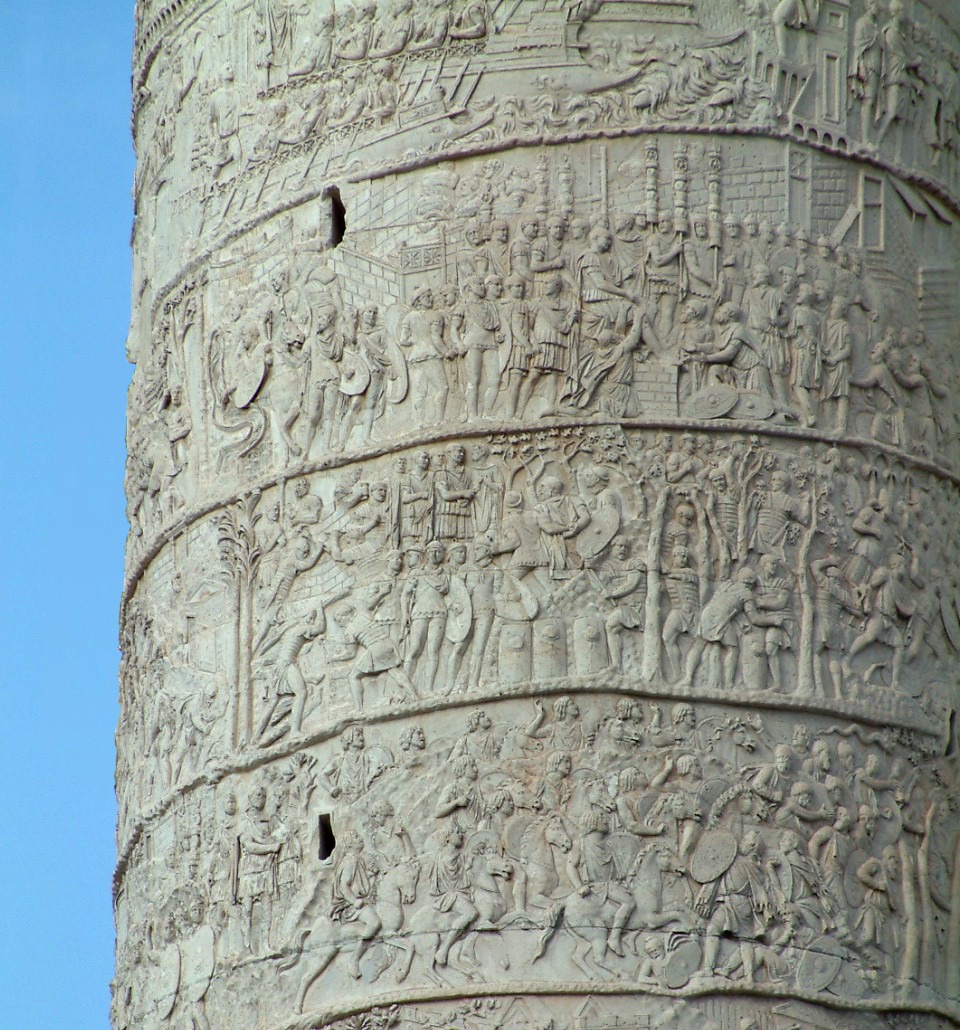
Detalle del relieve de la Columna de Trajano.

Tan pronto como llegaron al Danubio, los roxolanos invadieron la Mesia romana y fueron rechazados. Tácito dice que fueron derrotados por los romanos del emperador romano Otón. Aunque fueron rechazados, millares de fugitivos «transdanubianos», probablemente dacios, buscaron refugio en la provincia romana de Dacia, donde se les permitió establecerse. 
En el invierno del año 69, nueve mil roxolanos invadieron de nuevo Mesia y aniquilaron a la Legio III Gallica. Pero poco después fueron sorprendidos por otro ejército romano y seriamente castigados. Una inscripción menciona la victoria de Tiberio Plaucio Silvano Eliano sobre los roxolanos. Una copiosa lluvia y un súbito deshielo les privaron de todas las ventajas que les procuraba la velocidad de su caballería.
En los años 85-86, volvieron a atacar Mesia. En las guerras dacias, que enfrentaron a Trajano contra los dacios, combatieron al lado de estos, y los yázigas lucharon en el bando romano. En el 92, roxolanos y dacios destruyeron a la Legio XXI Rapax. En la primera campaña de los años 101-102, los roxolanos que pusieron su caballería pesada al servicio de los dacios, fueron derrotados.
Parece que permanecieron neutrales durante la campaña final de Trajano de los años 105-106, que terminó con la completa destrucción del Estado dacio. La creación de la provincia romana de Dacia trajo el poder romano al umbral del territorio roxolano.
Cuando Trajano celebró su triunfo en el 107, unos roxolanos cautivos fueron conducidos junto a unos dacios por las calles de Roma. En la Columna de Trajano, puede verse un destacamento de arqueros roxolanos a caballo huyendo ante los vencedores romanos, y su armamento corresponde exactamente al descrito por Tácito.
Terminadas las guerras dacias, se les concedió un subsidio con la condición de que se mantuvieran alejados de las fronteras romanas. En el 117 les fue cortado el subsidio; estalló otra guerra, y entonces el emperador romano Adriano, tuvo que abandonar Roma para arreglar la situación. Hizo un tratado con el rey de los roxolanos (probablemente Rasparasanus, mencionado en la inscripción de la victoria de Tiberio Plaucio Silvano Eliano), renovándoles el subsidio. Adriano reforzó una serie de fortificaciones preexistentes y construyó numerosos fuertes a lo largo del Danubio para contener la amenaza de los roxolanos.

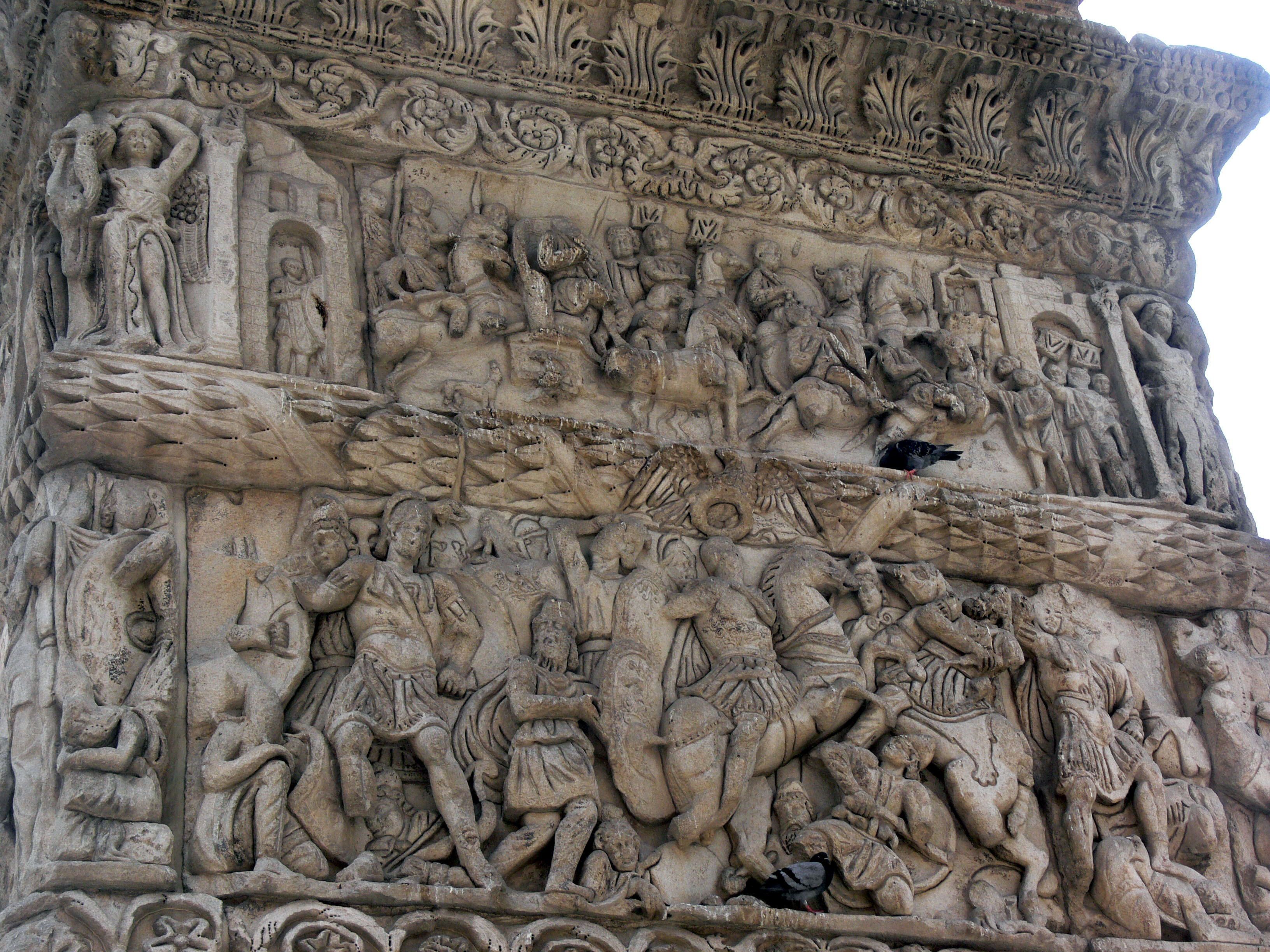
Arco de Galerio.

En la época de Marco Aurelio, los roxolanos se unieron a la revuelta general de los sármatas, germanos y escitas, que estalló desde las regiones del río Rin hasta las del río Tanais. Marco Aurelio emprendió una campaña contra los roxolanos a lo largo de la frontera del Danubio. En 260 atacaron la provincia romana de Panonia; poco después contingentes de tropas roxalanas entraron al servicio del ejército romano. En el 118, el rey de los roxolanos se convirtió en vasallo de Roma. Después de esto los roxolanos se eclipsaron.
Los godos arrebataron Dacia a los romanos en el 271. Abundan las referencias acerca de ataques efectuados durante los siglos III y IV por los sármatas en territorio romano, emprendidos a menudo junto con los godos, pero es dudosa la identidad de las tribus sármatas que tomaron parte en tales ataques. Los que aparecen representados en el Arco de Galerio, en Salónica (año 297), quizá sean roxolanos, aunque también pueden ser alanos. 
En el 377, los roxolanos que aún permanecían en la llanura rumana al este del Danubio, tuvieron que abandonar la región por la presión ejercida por los ostrogodos, quienes a su vez eran empujados por el avance de los hunos. Algunos roxolanos buscaron refugio en la Mesia romana, otros se retiraron más hacia el oeste y se unieron a los yázigas en la llanura húngara. En parte, fueron exterminados, probablemente, y en parte se unieron a los alanos, luego a los hunos y después a los ostrogodos.
El nombre de rhacalani (Ῥακαλάνοι), mencionado por Ptolomeo, es probablemente una variante del nombre de este pueblo. Su nombre podría derivar de Raxa, un río de su lugar de origen, quizá el Volga (Rha).

## Costumbres
Estrabón describe algunas de sus costumbres, que en general eran similares a las de los sármatas. Los llama «moradores de carros».

Sus tiendas de fieltro estaban sujetas a los carros en los que vivían. Alrededor de los carros estaban los rebaños que les procuraban la leche, el queso y la carne que les servían de sustento. Seguían a los rebaños, trasladándose a otros lugares donde pudieran pastar.

También dice que «son guerreros más bien que bandidos, aunque van a la guerra sólo por los tributos que se les deben. Ceden sus tierras a cualquiera que desee cultivarlas y se contentan con percibir a cambio un moderado tributo. Pero cuando los arrendatarios no pagan, les declaran la guerra.» Sus caballos, como los de los escitas, eran muy veloces y difíciles de manejar, por lo cual los castraban. También cazaban ciervos y jabalíes en los pantanos y onagros y corzos en las estepas. 
Gracias a los objetos hallados en sus tumbas se sabe que poseían espadas de hierro, pequeñas puntas de flecha también de hierro y carcajes de corteza de abedul, que eran las armas de los arqueros montados ligeramente armados. Según antiguas descripciones,  echaban el lazo a los enemigos en la batalla.
Tácito dio una vívida, aunque hostil, descripción de los roxolanos, cuando aparecieron ante los romanos: 

El pillaje, y no la guerra, constituye su pasión; banda de ladrones, determinados a asolar el país... Su valor se basa totalmente en circunstancias externas. En un enfrentamiento con la infantería son de lo más cobarde. En un ataque de la caballería son impetuosos, feroces, irresistibles. Sus armas consisten en largas lanzas o sables de enorme tamaño, que manejan con ambas manos. Los jefes llevan cotas de malla de hierro o de duras pieles de animales, impenetrables a las armas enemigas, pero tan engorrosas para ellos mismos, que cuando uno cae en el campo de batalla, ya no puede volver a levantarse.

## El mito de los rus/roxolanos
Algunos historiadores rusos han intentado relacionar a los roxolanos con el pueblo eslavo de los rus, que aparecieron en Europa Oriental unos cuatro siglos después de la desaparición de los roxolanos. Tales teorías continúan siendo populares actualmente en Rusia, aunque fueron consideradas, incluso antes de la era de investigación genética, como pseudocientíficas por la mayoría de los académicos.